# Одиссей, сын Лаэрта
«Одиссей, сын Лаэрта» — роман-дилогия, написанный в 2000 году Генри Лайоном Олди (псевдоним Дмитрия Громова и Олега Ладыженского) и входящий в состав «Ахейского цикла». Роман представляет собой переосмысление «Илиады» и «Одиссеи». Является сиквелом романа Олди «Герой должен быть один», в то же время это вполне самостоятельное произведение, связанное с «Герой должен быть один» некоторыми мотивами, эпизодами, а также духом, пафосом. Также «Одиссей, сын Лаэрта» сюжетно связан с дилогией Андрея Валентинова «Диомед, сын Тидея» («Я не вернусь» и «Вернусь не я»). Эти книги представляют взгляды с разных сторон на одни и те же события. Как и «Диомед, сын Тидея», «Одиссей, сын Лаэрта» является сплавом романа воспитания, исторического боевика и фантастической притчи.
Роман «Одиссей, сын Лаэрта» состоит из двух книг: «Человек Номоса» и «Человек Космоса». Многие персонажи романа так или иначе перешли из книги «Герой должен быть один».

## Сюжет
Олимпийские боги стремятся завершить начатое — покончить с последними на земле представителями смешанной расы, являющимися потомками богов и людей, по сути собственными детьми и внуками, которые могут претендовать на места в сонме бессмертных. На Олимпе слишком тесно. В результате олимпийцы развязывают Троянскую войну, в ходе которой могут быть уничтожены потенциальные конкуренты.
Одиссей, сын Лаэрта, — наследник басилевии Итаки. Многие считают его сумасшедшим, и, в определённом смысле, это так и есть: он видит тени тех, кто не ушел в Эреб после смерти, как и богов в их невидимом состоянии. Общение с тенями, невидимыми для других, создало ему репутацию сумасшедшего. Юноша мечтает о подвигах, какие совершал его кумир Геракл, и получает их в избытке. Когда боги Олимпа собирают всех героев Эллады под Троей, Одиссей отправляется туда вместе с остальными, хотя и не желает уходить от молодой жены Пенелопы.
Возвращение его, из-за козней отпущенного из Тартара бога Крона, затягивается на десятилетия. Одиссей, как и другие герои, практически становится богом, а боги «не могут вернуться домой», по словам Гермеса. Но Одиссей после многих испытаний все же сумел вернуться.
«Я вернусь», — рефрен всей дилогии.

## Персонажи
- Одиссей — главный герой дилогии, от его лица ведется повествование. Сын Лаэрта, внук Автолика, правнук Гермеса. Рыжий молодой человек, слегка хромает, причем каждый раз на разную ногу, прекрасный лучник, сумасшедший, ученик самого Эрота, возлюбленный Афины.

- Лаэрт — Лаэрт-Пират, Лаэрт-Садовник, отец Одиссея, один из аргонавтов, басилей Итаки до своего отречения в пользу Одиссея. Тайный лидер всех греческих пиратов, «Пенного Братства». Во время похода аргонавтов в Колхиде пересек границу ахейского Номоса, что сделало его, как и его остров Итаку, невидимым для богов — при условии, что последних не называют по именам.

- Антиклея — мать Одиссея, дочь Автолика.

- Старик — тень умершего деда Одиссея, Автолика Гермесида, всю жизнь сопровождает внука, помогая ему советом или просто молчанием.

- Алким — советник басилея Лаэрта, потом — Одиссея. Калека — одна нога «высохла», впоследствии умер от рака. Отец Ментора, друга детства Одиссея.

- Эвриклея — рабыня, впоследствии вольноотпущенная, кормилица и няня Одиссея. По рождению — египтянка, мистисса (жрица и колдунья). Очень красива.

- Эвмей — раб-педагогос Одиссея, его верный спутник. Рябой, хромой человек, с младых ногтей был пиратом.

- Телемах (старший) — Далеко Разящий, бог Эрот, друг детства Одиссея, научивший его стрелять из лука. Являлся в облике темноволосого курчавого мальчика с игрушечным, искусно сделанным луком.

- Афина — Сова и Змея, Олива и Крепость, богиня-покровительница и возлюбленная Одиссея, мать его друга Диомеда.

- Диомед Тидид — сын Тидея и Афины, великий герой, ванакт Аргоса. Друг и соратник Одиссея. Синеглазый стройный молодой человек.

- Паламед — шурин Одиссея. Полноватый, холёный, мягкий и приятный в общении человек. Подлый политикан, способный на убийство в спину. Изобрел деньги и азартные игры. Был для Одиссея кумиром, тот считал его другом, хотя Паламед общался с Одиссеем только ради политических соображений. Забит камнями при содействии Одиссея во время Троянской войны.

- Пенелопа — жена Одиссея, дочь долинной нимфы и Икария, брата басилея Спарты Тиндарея. Рыжая зеленоглазая девушка, которую пытались обречь на участь безбрачной жрицы Артемиды-Ортии.

- Телемах (младший) — сын Одиссея и Пенелопы. Лаэрт, отец Одиссея, назвал его в честь друга и учителя Одиссея — Эрота. Юноша, истово мечтающий стать таким же, как отец, но практически не способный на подвиг. На него не действует родовое проклятие — он абсолютно нормален.

- Елена Троянская — дочь Зевса и Немезиды (в мифах — Леды), земная богиня, орудие возмездия богов. Невысокая неимоверно прекрасная женщина (несмотря на преклонный для человека возраст) с золотистыми волосами и очень белой кожей. В мире теней выглядит как вызывающее ужас крылатое чудовище с мечом и весами (атрибуты Немезиды) на поясе.

- Лигерон Пелид — Ахиллес. Сын Пелея и морской титаниды Фетиды. Не совсем человек, если не сказать — нелюдь, по уровню психологического развития — маленький ребёнок. Морской оборотень-гермафродит, двух лет от роду мог принимать облик юноши или девушки брачного возраста, а также мальчика десяти лет. Неуязвим для любого оружия, безумен в битве. Только его наставник и возлюбленный, Патрокл, мог удерживать его в бою, так как его Лигерон инстинктивно обходил.

- Ангел — певец-аэд, как выясняется, бог Гермес. Прадед и друг Одиссея. (Образ практически полностью совпадает с образом Гермеса-Пустышки в книге «Герой должен быть один».)

- Геракл — великий герой Эллады. (Образ полностью совпадает с образом Геракла в книге «Герой должен быть один».)

- Иолай — бывший возничий Геракла. Амфитрион Персеид, вселившийся в тело внука. (Образ полностью совпадает с образом Иолая-Амфитриона в книге «Герой должен быть один».)

## Мир романа
В романе представлена интересная концепция мироздания, объясняющая несоответствия в представлении о географии у разных древних народов. Все мироздание названо Космосом — вселенной. Космос дискретен — он состоит из взаимно изолированных Номосов, каждый из которых является отдельным мирком, чьи жители объективно представляют себе его строение. В частности, ахейский Номос включает в себя территорию современной Греции и некоторые сопредельные территории, например Египет. При этом Египет же — но уже несколько «другой», параллельный — является центром другого Номоса — Чёрной Земли, Та-Кемет. Между разными Номосами существует некое не подчиняющееся физическим законам пространство, ахейцами называемое Океан. Люди могут перемещаться между Номосами, в принципе не нарушая их структуры, хотя это непросто. Но в некоторых случаях при нарушении границ Номосы «срастаются», становясь единым миром с современной нам географией (см. «Теория Семёнова-Зусера»).
Некоторые сращения Номосов описаны в романе. Это — разрушение общины блаженных лотофагов Одиссеем, с одной стороны, и Моше (Моисеем), с другой (сорокалетнее странствие в пустыне объясняется нелинейностью времени в Космосе). Также это открытие Номоса, впоследствии названного Италией (от слов «Итака» и «Этолия» — названия родных земель Одиссея и Диомеда соответственно) Одиссеем и Диомедом.

## Проблематика
По словам самих Олди, «Одиссей, сын Лаэрта» — простая и актуальная история о тех людях, которых посылают умирать во имя каких-либо целей — не очень важно, каких именно. Как отмечают Олди, «Кронов котёл — это война, с которой молодые парни возвращаются молодыми и слишком опытными»:24. Вчерашние мальчишки слишком быстро повзрослели и состарились душой на бессмысленной и беспощадной войне. Литературовед И. Чёрный отмечал в 2000 году:

Очень больная тема для современности, когда мы являемся очевидцами гибели сотен вот таких же точно молодых и сильных ребят в жерновах бессмысленной бойни. И видим торжество небожителей-олигархов, греющих руки на чужой беде. <…> Чувствуется что-то хэмингуэевское, ремарковское в этой истории потерянного поколения, его возмужания, утраты им идеалов, розовых представлений о мире.
«Одиссей…» — роман о том, что человеку нужно помнить, кто он есть, и помнить, что у него есть куда возвращаться и можно не забыть себя. О том, что надо любить, чтобы суметь вернуться к тем, кого любишь, и тому, что любишь. Именно благодаря любви Одиссею удаётся вернуться:25.

## Художественные особенности
Так как из античной литературы о детстве и юности Одиссея известно немногое, почти вся первая книга — плод вымысла, своего рода художественная реконструкция биографии полулегендарного лица, в которой проявляется глубокое знание исторического материала. По мнению И. Чёрного, первая книга «Одиссея…» «хорошо вписывается в традиции русской классической литературы, давшей образцы такого рода прозы», как, например, «Детские годы Багрова-внука» С. Аксакова, «Детство», «Отрочество», «Юность» Л. Толстого, «Детство» М. Горького, а с другой стороны, возможно, присутствуют ориентиры на романы Л. Воронковой «Юность Александра», «След огненной жизни», «Герой Саламина». Как отмечает И. Чёрный, «перед читателем возникает не застывший в бронзе или мраморе герой с сурово насупленными бровями, а живой и понятный рыжий мальчишка, дерущийся с соседской ребятней, мечтающий о великих делах».
Согласно И. Чёрному, в романе «Одиссей, сын Лаэрта» присутствуют три основных типа повествования: от лица Одиссея преклонных лет, который отстранённо видит себя то ребёнком, то юношей, то взрослым человеком; от его же лица как непосредственного участника уже миновавших сиюминутных событий, происходящих в конкретный, как бы уже канувший в Лету момент, но в то же время случающихся здесь и сейчас; от лица всеведущих авторов, оценивающих и того, и другого Одиссея и ведущих повествование, выпадающее из основного хронотопа романа. Такой подход помогает увидеть героя со всех сторон, показать его портретные данные, одежду, вкусы, привычки. Во фрагментарных воспоминаниях авторы показывают всю жизнь Одиссея, воссоздавая мир мятущегося героя с разорванным, дисгармоничным сознанием.
Для повествования в романе характерна такая особенность, как мозаичность, достигаемая не только эклектикой нанизанных друг на друга микротем, но и посредством ритмизации текста, то есть его дробления на воображаемые «строки» и «строфы». Читатель видит «обрывки мыслей» героя: диалогов (в том числе внутренних), размышлений, ассоциаций, эмоциональных оценок происходящего и воспоминаний о словах другого героя (Калханта). Одиссей порой оценивает себя как бы со стороны, с позиции стороннего наблюдателя.
В отличие от «Герой должен быть один», который по фактуре напоминал классическую трагедию, «Одиссей, сын Лаэрта» скорее напоминает песню или поэму. Прозаическое произведение построено по законам стихосложения, насыщено поэтическими фрагментами, причём такое сочетание является органичным от начала и до конца. Лейтмотивы, повторы, ассоциативное кружево, гроздья метафор, переходы от монодии к хоровому пению — текст жёстко организован, причём, как отмечает литературовед М. Назаренко, такая организация не является самоцелью: за ней проступает убеждение авторов, что эту историю только так и можно рассказывать. В названиях глав романа отразились многие ритмические формы древнегреческой поэзии и драматургии: строфы, антистрофы, кифаредический ном, гимн, эпиталама, эпод, агон, парабаса, эпитафия и др.
М. Жорникова и О. Колмакова полагают, что, несмотря на историзмы, стилизованное деление текста романа на песни, строфы/антистрофы с эподами, имена и географические названия, «Одиссей, сын Лаэрта» лишь условно соотнесён с античностью; в целом это роман о современных читателю людях. Авторы применяют приём «осовременивания» сюжета, в том числа благодаря ироническому соединению оборотов русской разговорной речи с античным сюжетом.
Мотивно-образная структура мифа об Одиссее в романе Олди в целом сохранена: образ Одиссея архетипичен в своих характеристиках, воплощённых авторами в мотивах хитроумия, страдания, но при этом и трансформирован — Олди наделяют его рядом характеристик нынешнего человека, современным восприятием, переданным современным же языком. В целях этого «осовременивания» мифологического архетипа писатели применяют такой приём повествовательной организации, как стилистика «потока сознания».
В тексте романа в явном и в неявном, аллюзийном виде присутствует сопоставление и противопоставление реальности романа, его событийной обыденности текстам Гомера, для которых характерна степенность и велеречивость, необычайная словоохотливость героев, хотя вряд ли в действительности персонажи изъяснялись бы подобным слогом. Олди словно бы срывают флер поэтичности с самых неприглядных эпизодов войны, оставляя читателя один на один с обнажившейся правдой. В других случаях такие аллюзии носят не полемический, контрастирующий характер, а призваны помочь читателю прочувствовать особенную атмосферу сказаний о Трое. В «Одиссее, сыне Лаэрта» нередко присутствует скрытая цитация, включающая в себя как постоянные эпитеты, так и целые стихи. Сочетание в речи персонажей разговорных, а порой и просторечных элементов с высокой лексикой эпического стиля приводит к контрасту, своего рода оксюморону в отборе языковых средств.

## Несовпадения с романом «Герой должен быть один»
- В романе «Герой должен быть один» глаза у Гермеса карие, во втором романе — голубые.
- В первом романе нет никаких намёков, Алкид или Ификл остался в живых под именем Геракла (по официальной версии богов — Алкид, но Амфитрион-Иолай так и не выясняет правды), а прочитав «Одиссея, сына Лаэрта», можно с бо́льшей уверенностью предположить, что остался именно Ификл.
- В романе «Герой должен быть один» Деянира, жена Геракла, покончила с собой, упав на меч. Во втором романе она повесилась на собственном поясе. Это несовпадение соответствует несовпадению в древнегреческих источниках: согласно Софоклу Деянира закололась[8], согласно Диодору — повесилась[9].